# ليرنو!
ليرنو! هو موقع مجاني بلغات متعددة هدفه تعليم والتشجيع على تعلم الإسبرانتو. انطلق الموقع في عام 2002 على يد E@I [الإنجليزية] وهي مجموعة عمل تابعة للمنظمة العالمية للشباب الناطق بالإسبرانتو. يحتوي الموقع على لمحة تاريخية عن اللغة بالإضافة إلى الكثير من المواد التعليمية من كورسات وأغان وقصص وتسجيلات كما يحتوي الموقع على قواميس من وإلى الإسبرانتو وعلى غرفة محادثة.والموقع متاح بعدد كبير من اللغات من بينها اللغة العربية.

## مواقع خارجية
- )(t.o.v.r.Lerno, ik heb je nog niet. (t.o.v.